# Stephanie Murata
Stephanie Murata (ur. 16 października 1970) – amerykańska zapaśniczka. Na drugim stopniu podium mistrzostw świata w 2001. Brąz na igrzyskach panamerykańskich w 2007. Cztery medale na mistrzostwach panamerykańskich, złoto w 1997, 2001 i 2002. Druga w Pucharze Świata w 2004; trzecia w 2006 i piąta w 2005. Wicemistrzyni świata w NoGi-Grapplingu w 2009 roku.